# Mycetophagus livshitzi
Mycetophagus livshitzi es una especie de coleóptero de la familia Mycetophagidae.

## Distribución geográfica
Habita en Rusia.